# Hexàpodes
Els hexàpodes (Hexapoda) són un subfílum (de vegades una superclasse) d'artròpodes, que en la seva gran majoria està representada per la classe dels insectes. El nom, que deriva del grec hexa ('sis') i poda ('potes'), fa referència a la característica més destacada, la presència d'un tòrax consolidat amb tres parells de potes, una quantitat sensiblement inferior a la de la majoria dels artròpodes.
És de llarg, el grup d'artròpodes amb més espècies (més d'un milió) i, a més dels insectes, inclou alguns grups d'artròpodes primitius estretament relacionats: els proturs, els diplurs i els col·lèmbols.

## Característiques
Els hexàpodes tenen una tagmatització característica, en la qual el cos apareix dividit en tres regions o tagmes: cap, tòrax i abdomen. Especialment significativa és la distinció de dues parts darrere del cap (tòrax i abdomen), de les quals només el tòrax, format per tres segments, porta apèndixs locomotors.

### Cap
Els segments que formen el cap apareixen sòlidament units en una estructura globular molt rígida denominada càpsula cefàlica. En la interpretació més comuna, però no l'única, es tracta de sis segments:
1. El segment I, anomenat àcron, manca d'apèndixs. És el que correspon als ulls ("segment ocular") i la primera de les tres seccions del cervell, el protocervell. Els segments següents són portadors d'estructures anatòmiques parelles.
2. El segment II és on hi ha les antenes (encara que falten en els proturs), i se l'anomena també segment antenal. Li correspon la segona secció del cervell, el deutocervell.
3. El segment III, anomenat intercalar, manca d'apèndixs, i li correspon la tercera secció del cervell, el tritocervell.
4. El segment IV o segment mandibular, és on hi ha les mandíbules.
5. El segment V o segment maxil·lar, amb un parell de maxil·les.
6. El segment VI o segment labial, on hi ha un llavi imparell derivat de la fusió d'estructures originàriament parelles.

Les antenes són apèndixs articulats de funció tàctil i olfactiva, que en els col·lèmbols i els proturs són musculades en cada segment. Les mandíbules manquen de palp. El cap s'articula de manera molt flexible amb el tòrax, gràcies a l'existència de la cèrvix, una connexió cervical membranosa.

### Tòrax
El tòrax consisteix en tres segments, anomenats respectivament protòrax, mesotòrax i metatòrax. Cadascú porta un parell de potes locomotores inserides en posició ventrolateral. Cada pota està formada, començant per la seva inserció, pels artells següents: coxa, trocànter, fèmur, tíbia, tars i pretars. No és clar si aquest últim portava primitivament una o dues ungles, com es veu en els insectes. Sí que sembla que la condició primitiva del pretars no inclou l'articulació passiva en diverses seccions que s'observa només en els insectes.
Es discuteix si hi havia originàriament altres segments, així com una branca dorsal. Alguns autors han interpretat històricament que alguns artells basals s'haurien incorporat com a esclerites al tòrax en una posició pleural i, per tant, donaria sentit a la interpretació que les ales dels insectes són derivades de la branca dorsal dels apèndixs toràcics.

### Abdomen
L'abdomen estaria format per onze segments genuïns més el tèlson o darrer segment. El gonopor se situa a prop de l'extrem posterior de l'abdomen. No hi ha potes a l'abdomen dels hexàpodes, encara que sí apèndixs. Els més notables són un parell de cercs articulats en l'extrem de l'abdomen. Alguns grups d'insectes presenten petits apèndixs sense articulació que es poden considerar homòlegs de les potes, i els proturs i alguns grups fòssils presenten petits apèndixs articulats que recorden els extrems de les potes toràciques.

## Alimentació
Tenen una gran varietat de dietes alimentàries a causa de la diversitat d'organismes, per tant els hexàpodes tenen diverses estratègies d'alimentació i en termes generals es poden dividir en tres categories d'hàbits alimentaris: fitòfags, que són aquells que s'alimenten de plantes; zoòfags són aquells que s'alimenten d'altres animals, la majoria d'aquests s'alimenten d'altres insectes se'ls anomena entomòfags i es classifiquen com a depredadors, paràsits o parasitoïdes i finalment els sapròfags que s'alimenten de restes vegetals, animals o matèria orgànica en estat de descomposició.
Les peces bucals dels insectes típicament consisteixen d'un llauró, un parell de mandíbules, maxil·les, un llavi i la hipofaringe. Cadascuna d'aquestes parts de l'aparell bucal pateix modificacions depenent del tipus d'insecte i aquests aparells bucals es poden classificar en tres grans grups:
- Masticadors: Les mandíbules d'aquest tipus d'aparell bucal són fortament esclerotitzades. El llauró o anomenat també llavi superior és un esclerit que es troba sota el clípeu a la part anterior del cap. Les Maxil·les són un parell d'estructures que es troben darrere de les mandíbules i es conformen d'artells que, començant de la part basal, card, estípit, palpifer, galea, lacínia i palp maxil·lar. El llavi és una estructura simple que envolta les dues maxil·les. Aquest es troba dividit en dues porcions; una basal anomenada postmentó i una altra distal anomenada prementón. El postmentó es troba dividit en submentó i mentó. Al prementó s'insereixen els palps labials i un grup de lòbuls apicals que constitueixen la lígula. Com a exemple tenim els llagostes, grills, coleòpters, odonats, etc.

- Picadors: Les peces bucals d'aquest tipus d'insectes s'elongen formant estilets que són les modificacions de les mandíbules i les maxil·les que es troben embolicades al llavi inferior modificat en un tub, donant la impressió d'un bec. Les mandíbules i les maxil·les juntes formen dos canals, el canal alimentari i el canal salival. Aquest tipus d'aparell bucal està dissenyat per al consum d'aliments líquids, generalment sàvia, nèctar, sang d'animals o fluids cel·lulars. Exemple d'aquests animals trobem xinxes, puces, mosquits, pugons, escates, etc.

- Xupadors: El llavi està típicament expandit a la part distal i forma el label. Els nutrients líquids són transportats mitjançant mecanismes capil·lars a través de diminuts canals del label, des d'aquest fins a la boca. Molts xucladors traspuen la saliva a l'aliment per liquar-lo parcialment. Als xucladors estrictes falten les mandíbules com és el cas de les mosques domèstiques i una modificació de les galees de les maxil·les dona lloc a l'aparell bucal dels lepidòpters que només serveix per succionar fluids sense necessitat de fer algun tipus de laceració de teixits.[4]

## Locomoció

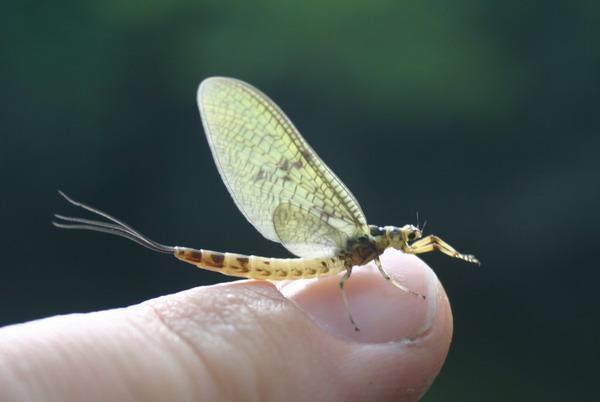
Efemeròpter, Hexàpode

### Locomoció terrestre
L'exoesquelet esclerotitzat brinda suport a la terra, mentre que els apèndixs proporcionen el suport físic per aixecar el cos. La major part dels hexàpodes mantenen l'estabilitat col·locant les potes en posicions que suspenen el cos i mantenen el centre de gravetat baix.
Els moviments anteroposteriors dels apèndixs dels hexàpodes i crustacis succeeixen entre l'apèndix i el cos. La potència exercida per un apèndix és més gran a velocitats baixes que a velocitats altes, això és a causa de que a baixes velocitats les potes estan en contacte amb el sòl durant molt de temps i així incrementen la potència o força que pot ser exercida durant la locomoció.
Les formes excavadores tenen potes curtes, pas lent i vigorós quan l'animal força el seu pas a través del terra o de la fusta podrida. Les potes llargues redueixen la força, però incrementen les velocitats de carrera, pel fet que els apèndixs són capaços de balancejar-se mitjançant un angle major, és per això que aquests trets com a apèndixs llargs i passos grans són característics d'hexàpodes de carrera ràpida.
La interferència que es pot preveure per l'augment de longitud d'apèndixs s'evita mitjançant la instal·lació dels extrems de les potes adjacents a distàncies diferents del cos, per la qual cosa els hexàpodes de carrera ràpida solen tenir apèndixs de longituds lleugerament diferents. En general, els hexàpodes mouen les potes en una seqüència trípode alternant.
Els hexàpodes, igual que les aranyes, poden caminar sobre l'aigua equilibrant la tracció de la gravetat dels cossos lleugers amb els principis físics de lleugeresa i tensió superficial. Els insectes que caminen sobre l'aigua no es mullen, ja que l'exoesquelet està cobert per ceres que repel·leixen les molècules d'aigua. La superfície de l'aigua, mantinguda tensa per la tensió superficial, s'enfonsa sota cada pota i crea una depressió o forat, que empeny l'animal cap amunt sostenint-lo. Aquesta marxa aquàtica succeeix en molts grups d'insectes, especialment en hemípters, coleòpters i col·lèmbols.

### Locomoció aèria
El vol és un dels molts i importants avenços dels hexàpodes, sent aquests els primers animals voladors i els únics invertebrats en la història de la terra que han aconseguit aquest benefici. Els insectes àpters comprenen tant als grups que secundàriament van perdre les ales (com les puces, polls i certs àfids), com als tàxons primitius (apterigots) que es van originar abans que apareguessin les ales en el procés evolutiu.
En tres ordres les ales estan reduïdes a un parell. Als dípters les ales posteriors estan modificades en òrgans de l'equilibri (halteris). Els halteris baten amb la mateixa freqüència que les ales anteriors i funcionen com a giroscopis que ajuden a l'execució i estabilitat del vol. A Strepsiptera són les ales anteriors que estan reduïdes i que funcionen com a balancins.
Als escarabats, les ales anteriors estan modificades com un escut dorsal protector (èlitres).
Les ales dels hexàpodes moderns són invaginacions del tegument, amb fines membranes cuticulars formant les superfícies superior i inferior de cadascuna. Les venes de les ales contenen hemolimfa circulant, és anastomosant i finalment desemboquen a l'interior del cos. La disposició de les venes de les ales proporciona característiques de diagnosi importants a tots els nivells taxonòmics. Les àrees de les ales que estan tancades per venes longitudinals s'anomenen cèl·lules.
El vol s'origina per l'agitació de les ales per crear vòrtex amb què aconsegueixen aixecar-se de manera alterna amb el moviment de cada ala. El batut de les ales dels insectes forma la figura d'un vuit i també roten en certs moments crucials, així a cada cicle d'aleteig es creen forces dinàmiques que fluctuen de manera dràstica. Per la complexa acció de l'orientació de l'ala, els hexàpodes poden volar endavant, cap enrere, de banda, fer maniobres sofisticades i aterrar en qualsevol posició.
Cada ala s'articula amb la vora del tergum toràcic, però el seu extrem proximal reposa en un sortint pleural dorsolateral que funciona com un fulcre. L'articulació de l'ala està composta en gran manera per resilina, proteïna molt elàstica que permet moviments ràpids i sostinguts. Els complexos moviments de les ales són possibles gràcies a la flexibilitat de les mateixes i a l'acció de diferents grups de músculs que van des de la base de l'ala fins a les parets internes del segment toràcic. Aquests músculs directes del vol serveixen per elevar i baixar les ales i inclinar-ne el pla en diferents angles; excepte en els paleòpters (odonats i efemeròpters), els músculs indirectes de vol no són la principal font de potències per als moviments d'ala, sinó dos grups de músculs indirectes del vol, que no s'originen ni insereixen a les ales.
Els músculs longitudinals dorsals es disposen entre els apodemes dels extrems anterior i posterior del segment alar. Quan aquests músculs es contrauen, el segment s'escurça, cosa que produeix un arqueig de la part dorsal del segment i un descens de les ales. Els músculs dorsoventrals, que s'estenen fins a les articulacions basals de les potes de cada segment alar, són antagònics dels músculs longitudinals.

## Circulació
El sistema circulatori dels hexàpodes està format per un cor dorsal tubular que bomba líquid hemo cèlic (sang) cap al cap. El cor s'estreny cap a la part anterior del cos i forma un got o aorta anterior, mitjançant el qual la sang entra a les grans cambres hemocèliques; a través d'elles, la sang es dirigeix cap a part posterior del cos i torna al cor a través d'ostíols parells. A la majoria dels insectes, el cor s'estén a través dels primers nou segments abdominals; el nombre d'ostiols és variable. És freqüent que hi hagi òrgans bombadors accessoris, o "òrgans pulsatius", situats a les bases de les ales i dels apèndixs especialment llargs, aquests òrgans compleixen la funció d'ajudar a la circulació i manteniment de la pressió sanguínia.
El cor és un òrgan bombejador feble i la circulació de la sang es deu principalment a l'activitat muscular rutinària del cos i dels apèndixs. Alguns hexàpodes utilitzen el sistema de pressió hidràulica de l'hemolimfa en lloc de músculs extensors.
S'han descrit molts tipus d'hemòcits a l'hemolimfa dels hexàpodes. Cap d'ells no intervé en l'emmagatzematge o el transport d'oxigen, encara que sembla que les funcions de cicatrització i coagulació són importants. Els nutrients, deixalles i hormones poden ser transportats eficaçment per aquest sistema, encara que no l'oxigen respiratori (part del CO2 es difon a la sang).

## Filogènia
La filogènia i, conseqüentment, la classificació dels hexàpodes ha estat i continua sent controvertida; el problema radica bàsicament en la posició dels diplurs; si estan més relacionats amb col·lèmbols i proturs (cladograma A), apareix el clade Entognatha, que agruparia els hexàpodes amb peces bucals parcialment ocultes dintre la càpsula cefàlica; el seu clade germà seria Ectognatha, que inclou només els insectes, amb peces bucals exposades.
Tanmateix, hi ha proves (cercs filamentosos, ultraestructura dels espermatozoides) que els diplurs poden ser el grup germà dels insectes (cladograma B).
No sembla haver-hi dubtes sobre el monofiletisme del clade Collembola+Protura (denominat de vegades Ellipura); el cladograma C seria una solució de compromís entre els cladogrames A i B, fins que es resolguin les esmentades incerteses:
| Ellipura | \| \| Collembola \| \| \| \| \| \| Protura \| \| \| \| |
|          | \| \| Collembola \| \| \| \| \| \| Protura \| \| \| \| |
|          | Diplura                                                |
|          |                                                        |
|          | Collembola                                             |
|          |                                                        |
|          | Protura                                                |
|          |                                                        |

|  | Collembola |
|  |            |
|  | Protura    |
|  |            |

| Ellipura | \| \| Collembola \| \| \| \| \| \| Protura \| \| \| \| |
|          | \| \| Collembola \| \| \| \| \| \| Protura \| \| \| \| |
|          | Diplura                                                |
|          |                                                        |
|          | Collembola                                             |
|          |                                                        |
|          | Protura                                                |
|          |                                                        |

|  | Collembola |
|  |            |
|  | Protura    |
|  |            |

A
|  | Collembola |
|  |            |
|  | Protura    |
|  |            |

|  | Diplura |
|  |         |
|  | Insecta |
|  |         |

|  | Collembola |
|  |            |
|  | Protura    |
|  |            |

|  | Diplura |
|  |         |
|  | Insecta |
|  |         |

B
| Ellipura | \| \| Collembola \| \| \| \| \| \| Protura \| \| \| \| |
|          | \| \| Collembola \| \| \| \| \| \| Protura \| \| \| \| |
|          | Diplura                                                |
|          |                                                        |
|          | Insecta                                                |
|          |                                                        |
|          | Collembola                                             |
|          |                                                        |
|          | Protura                                                |
|          |                                                        |

|  | Collembola |
|  |            |
|  | Protura    |
|  |            |

C

## Taxonomia
Segons Zhang els hexàpodes tenen categoria de subfílum i inclouen quatre classes (entre parèntesis el nombre d'espècies):
Subfílum Hexapoda Latreille, 1825 (1.029.741 espècies)
- Classe Collembola Lubbock, 1870 (8.130 espècies)
- Classe Protura Silvestri, 1907 (804 espècies)
- Classe Diplura Börner, 1904 (800 espècies)
- Classe Insecta Linnaeus, 1758 (1.020.007 espècies)

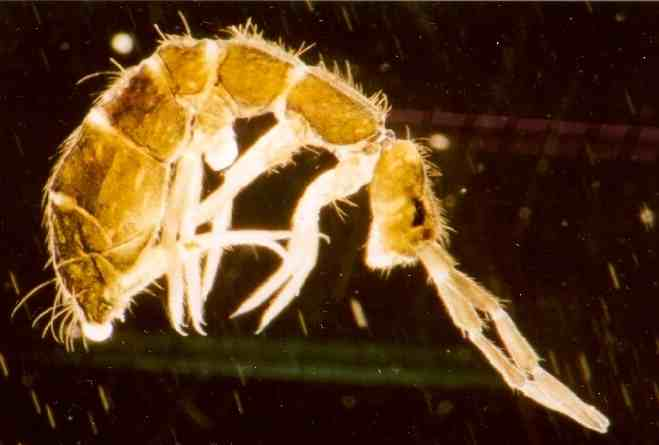
Col·lèmbol
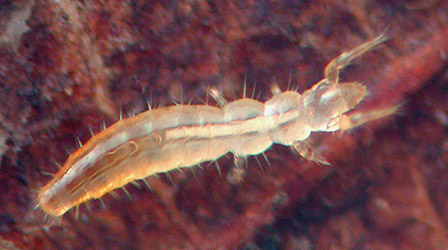
Protur
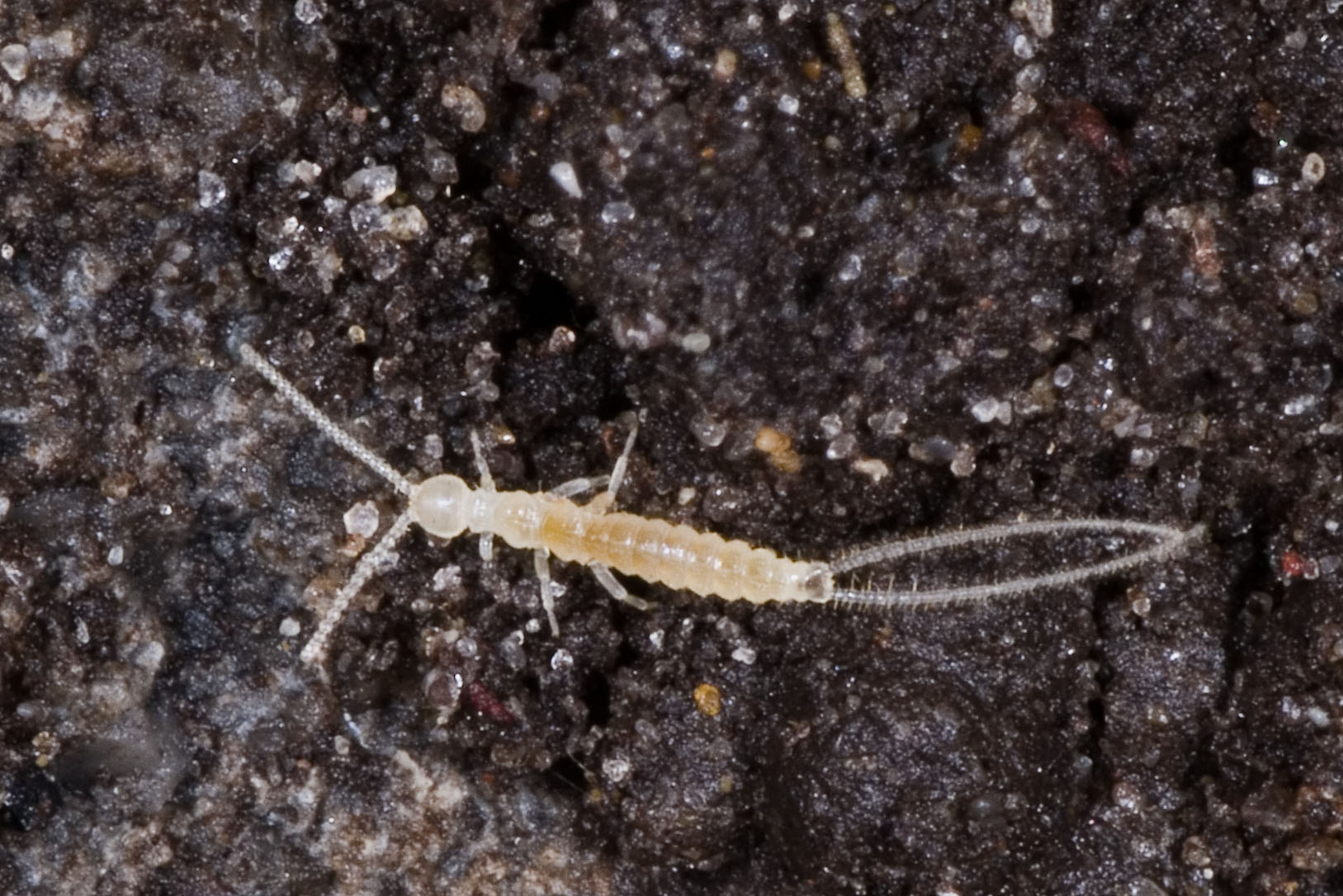
Diplur
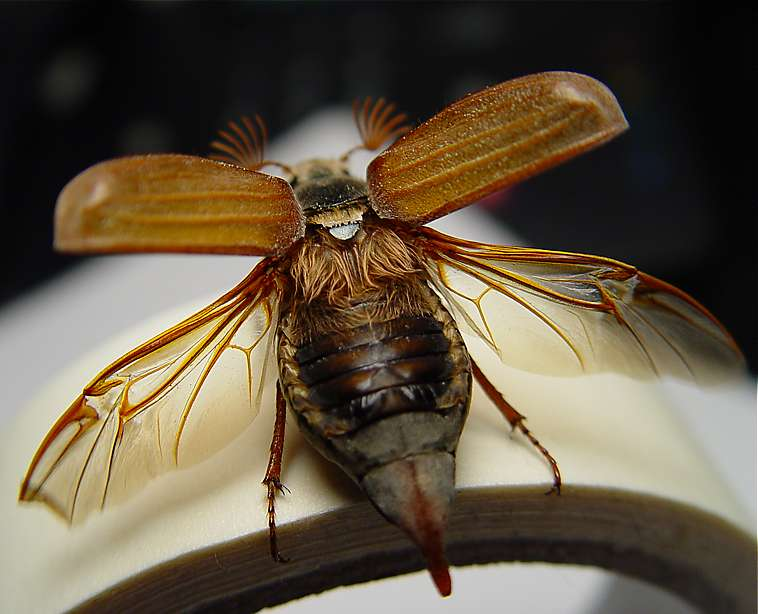
Insecte